# Schwarzschwan

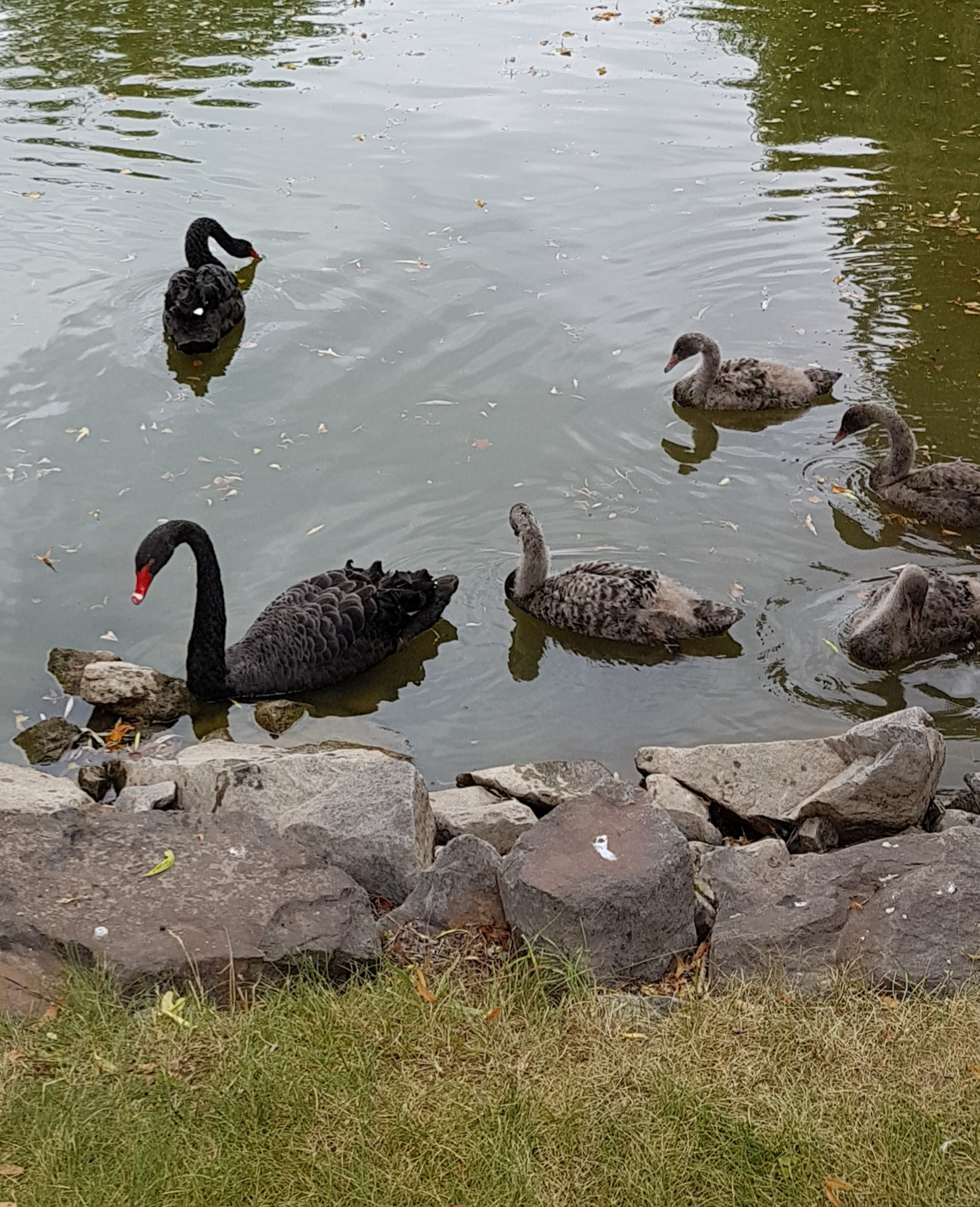
Ein Paar Schwarzschwäne mit Jungen in der Rosenau bei Coburg

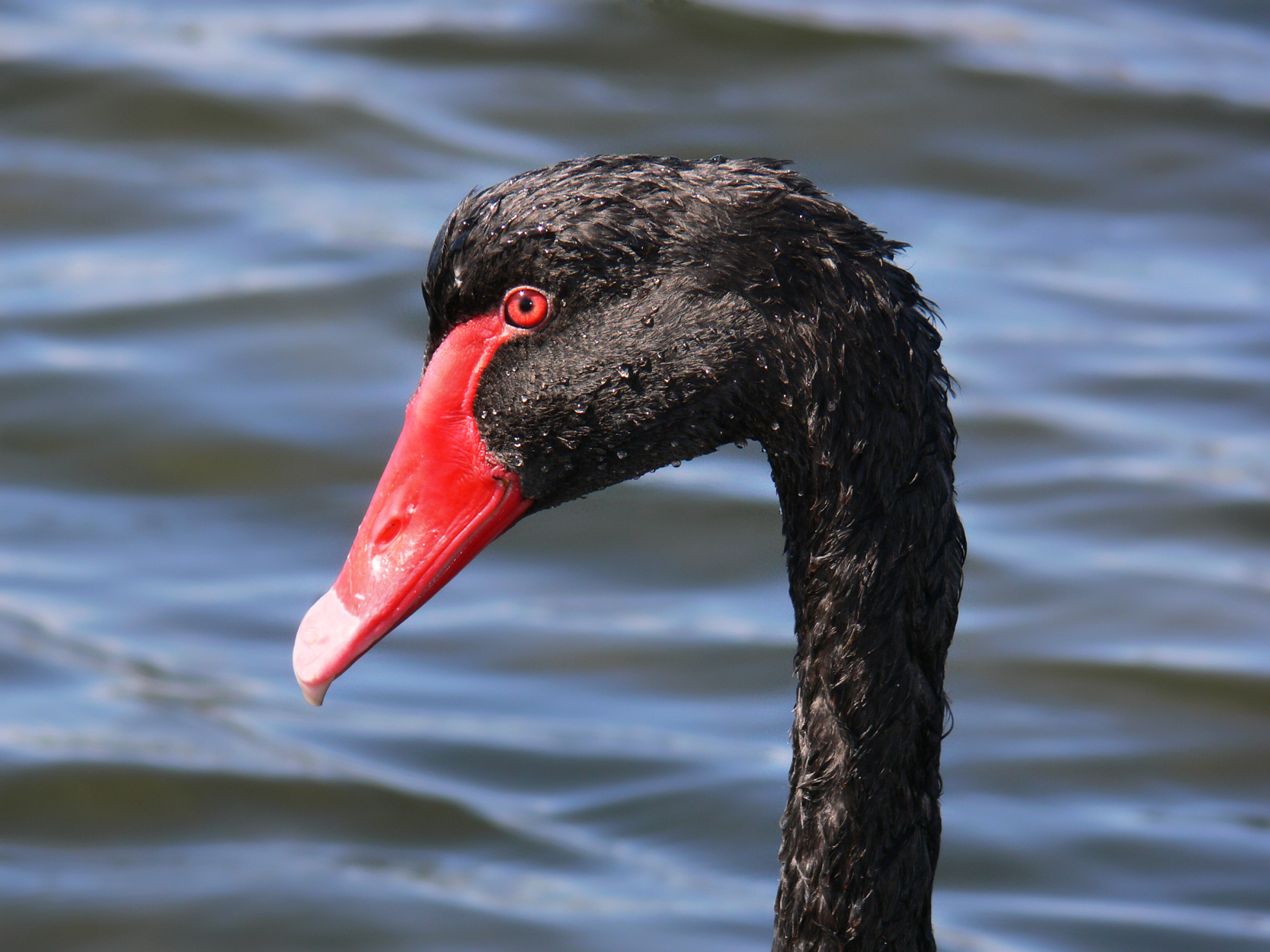
Kopfstudie

Der Schwarzschwan (Cygnus atratus) oder Trauerschwan ist eine Vogelart aus der Gattung der Schwäne (Cygnus) und der Familie der Entenvögel (Anatidae). Er ist der einzige fast völlig schwarze Schwan und hat außerdem den längsten Hals aller Schwäne.
Das natürliche Verbreitungsgebiet des Schwarzschwans ist Australien, in Neuseeland ist der Schwarzschwan eingebürgert. In Europa kommen ausschließlich ausgesetzte und verwilderte Schwarzschwäne vor. Eine selbsttragende Population, die im Jahr 2000 sechzig bis siebzig Brutpaare umfasste, gibt es wohl nur in den Niederlanden und möglicherweise auch in Nordrhein-Westfalen. Die Gesamtpopulation des Schwarzschwans wird von der IUCN auf 100.000 bis eine Million geschlechtsreifer Individuen geschätzt. Die Art gilt als nicht gefährdet.

## Aussehen
Schwarzschwäne erreichen ausgewachsen eine Körperlänge von 110 bis 140 Zentimetern und sind damit insgesamt etwas kleiner als der Höckerschwan. Im Flugbild macht der Hals über die Hälfte der Gesamtlänge aus. Die Flügelspannweite beträgt zwischen 160 und 200 Zentimetern. Männchen wiegen durchschnittlich sechs Kilogramm, Weibchen dagegen fünf. Es besteht kein ausgeprägter Sexualdimorphismus, die Weibchen sind lediglich etwas kleiner und haben proportional zur Körpergröße einen etwas kürzeren Hals und einen kürzeren Schnabel. Alte Männchen fallen durch ihren kräftigeren und längeren, durch Federkräuselung dickeren Hals sowie ihre intensiver gefärbte Iris auf.
Durch ihre etwa 31 Halswirbel können Schwarzschwäne auch in tieferen Gewässern gründeln. Das Gefieder ist schwarz. Die Füße sind anthrazitfarben mit schwarzen Krallen. Von weißer Farbe sind lediglich die Schwungfedern, die aber fast immer im Gefieder versteckt sind und bei geöffneten Flügeln bzw. im Flug sehr gut sichtbar werden. An den Flügelrändern haben die Tiere gelockte Federn. Der Schnabel ist leuchtend rot gefärbt und wird von einem weißen Band nahe der Schnabelspitze geziert. Die Augenfarbe variiert zwischen Orange und Hellbraun bis zu schwarz.
Die Dunenküken sind einfarbig dunkel silbergrau. Ihr Schnabel und ihre Beine sind dunkelgrau und die Iris ist graubraun. Bei den Küken zeigen sich im Alter von 55 Tagen die ersten Schulterfedern. Im Alter von 75 bis 95 Tagen ist das Kleingefieder weitgehend entwickelt. Die Schwingen haben nach fünf bis sechs Monaten ihre volle Länge erreicht. Jungvögel weisen mit Ausnahme der weißen Schwingen ein dunkelmatt graubraunes Gefieder auf. Der Schnabel ist bei ihnen blassrot, das helle Querband ist nur angedeutet. Die Iris ist braun und die Beine sind grau. Durch die fehlende Federkräuselung wirkt bei Jungvögeln im ersten Jahreskleid der Hals besonders dünn. Die Umfärbung in das Alterskleid erfolgt zwischen dem 8. und 26. Lebensmonat. Im Mittel sind die Männchen nach ihrem 13. Lebensmonat und die Weibchen nach ihrem 12. Monat umgefärbt. Die Mauser beansprucht in der Regel einen Zeitraum von drei bis vier Monaten.
Schwarzschwäne benötigen ähnlich wie Höckerschwäne eine lange Anlaufphase, bevor sie sich in die Luft erheben können. Sie benötigen gewöhnlich vierzig bis fünfzig Meter und sind deswegen auf große freie Wasserflächen angewiesen, die wenig Wellengang aufweisen. Sobald sie sich in die Luft erhoben haben, ist ihr Flügelschlag langsam und kraftvoll.

## Stimme
Schwarzschwäne benutzen ihre Stimme unter anderem, um sich gegenseitig – verbunden mit einem Auf- und Abbewegen des Kopfes – lauthals zu begrüßen. Sie schwimmen auch in die Mitte eines Sees, legen ihren langen Hals auf das Wasser und „trompeten“ weit hörbar über das Wasser, um etwa nach einem Artgenossen zu rufen oder einfach ihren Unmut zu äußern. Im Gegensatz dazu hat der Höckerschwan (englisch Mute Swan, also stummer Schwan) eine weit weniger lautstarke Stimme.

## Verbreitung

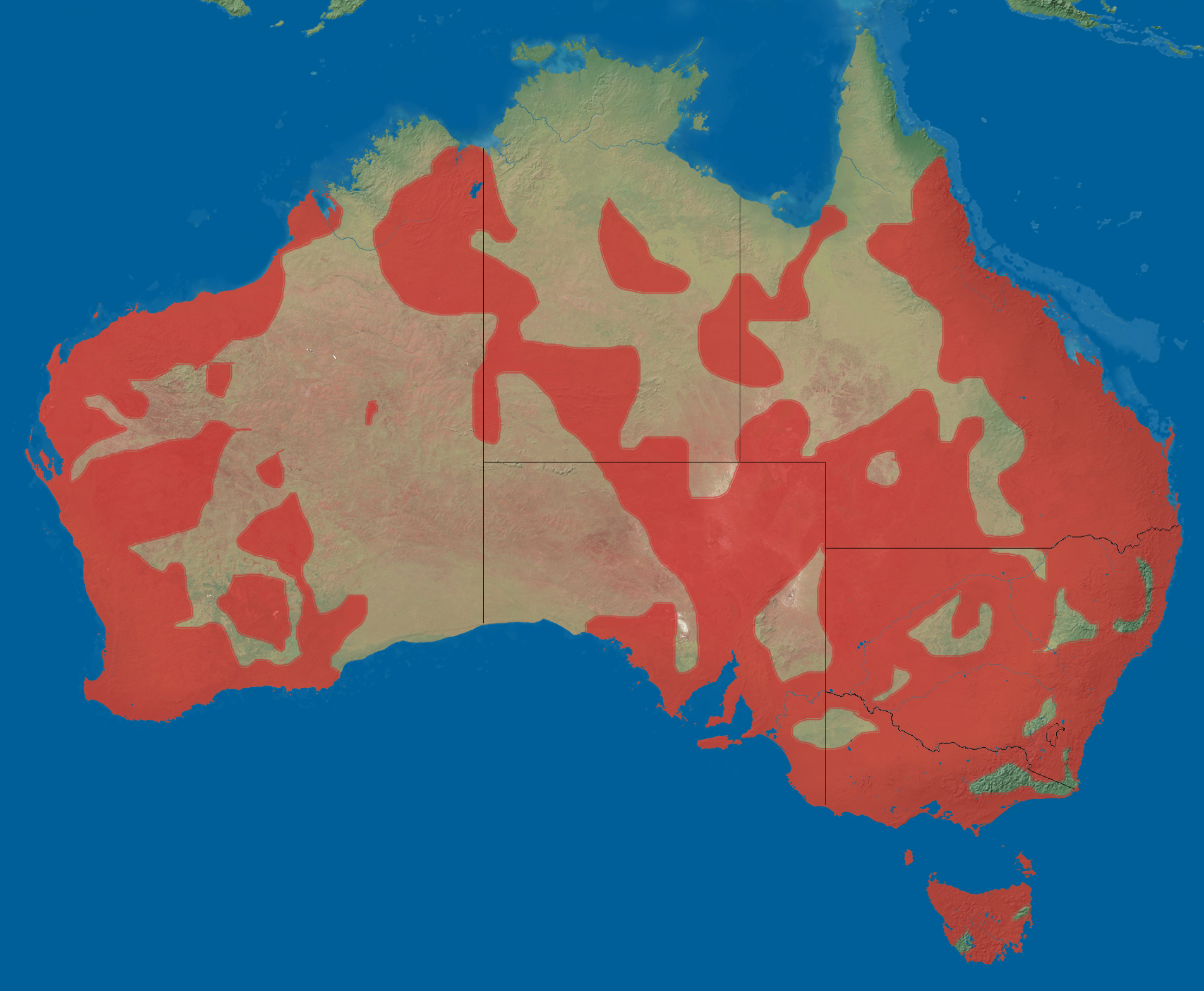
Verbreitungsgebiet (intensiv rot) des Schwarzschwans

Der Schwarzschwan ist das Wappentier Westaustraliens und dort auch in der Flagge dargestellt. Mittlerweile kommt er in allen Bundesstaaten Australiens vor, auf dem Festland wie auch in Tasmanien. An seiner heutigen Verbreitung ist maßgeblich der Mensch beteiligt. Bei der Erstbeobachtung durch Europäer in der Umgebung des heutigen Perth im Jahre 1697 war er in dieser Region nicht häufig. Kupierte Schwarzschwäne wurden um 1890 von Behörden in dieser Region gezielt angesiedelt, und vermutlich ist er erst seitdem im Südwesten Westaustraliens in größerer Zahl zu beobachten. Die ersten Beobachtungen im Northern Territory stammen erst aus dem Jahre 1923 und erst 1966/1967 brüteten dort Schwarzschwäne.
Eine Unterart des Schwarzschwans, der Neuseelandschwan (Cygnus atratus sumnerensis), lebte auf Neuseeland und auf den Chatham-Inseln. Sein Aussterben ist vermutlich auf das intensive Eiersammeln während der Brutzeit und die Bejagung durch die Māori während der Mauser zurückzuführen. Mitte des 19. Jahrhunderts wurden aus Australien stammende Schwarzschwäne in Neuseeland eingebürgert, wo sie sich seitdem fest etabliert haben. Etwa 100 Schwarzschwäne wurden auf der Südinsel zwischen 1864 und 1886 eingebürgert. Die Ausbreitung erfolgte so schnell, dass bereits 1922 auf den Chatham-Inseln Schwarzschwäne beobachtet wurden. Es wird daher vermutet, dass in diesen Jahrzehnten auch wilde Schwarzschwäne von Australien aus Neuseeland erreichten. Verbreitungsschwerpunkt der Schwarzschwäne in Neuseeland ist der Lake Ellesmere / Te Waihora, wo 1968 70.000 Individuen gezählt wurden. Um die Zahl der Schwarzschwäne dort zu verringern, wurden sie gezielt geschossen und ihre Eier eingesammelt. 1968 kam es in dieser Region zu schweren Stürmen, bei denen zahlreiche Schwarzschwäne getötet wurden und auch die Vegetation des Sees so nachhaltig gestört wurde, dass die Zahl der Schwäne im Jahre 1980 auf 7.000 Individuen zurückgegangen war.
In Europa und in den Vereinigten Staaten wird er gelegentlich in Parkanlagen gehalten und hat als Gefangenschaftsflüchtling auch hier schon vereinzelt in freier Wildbahn gebrütet. Aus Deutschland werden immer wieder Sichtungen von Schwarzschwänen gemeldet. Für 2005 wurden aus Deutschland 11–18 Brutpaare gemeldet, welche von entflogenen Zuchttieren abstammen. Es wird für Deutschland eine Beseitigung (Fang und Abschuss) gefordert, damit sich keine größeren Populationen aufbauen.

## Lebensraum

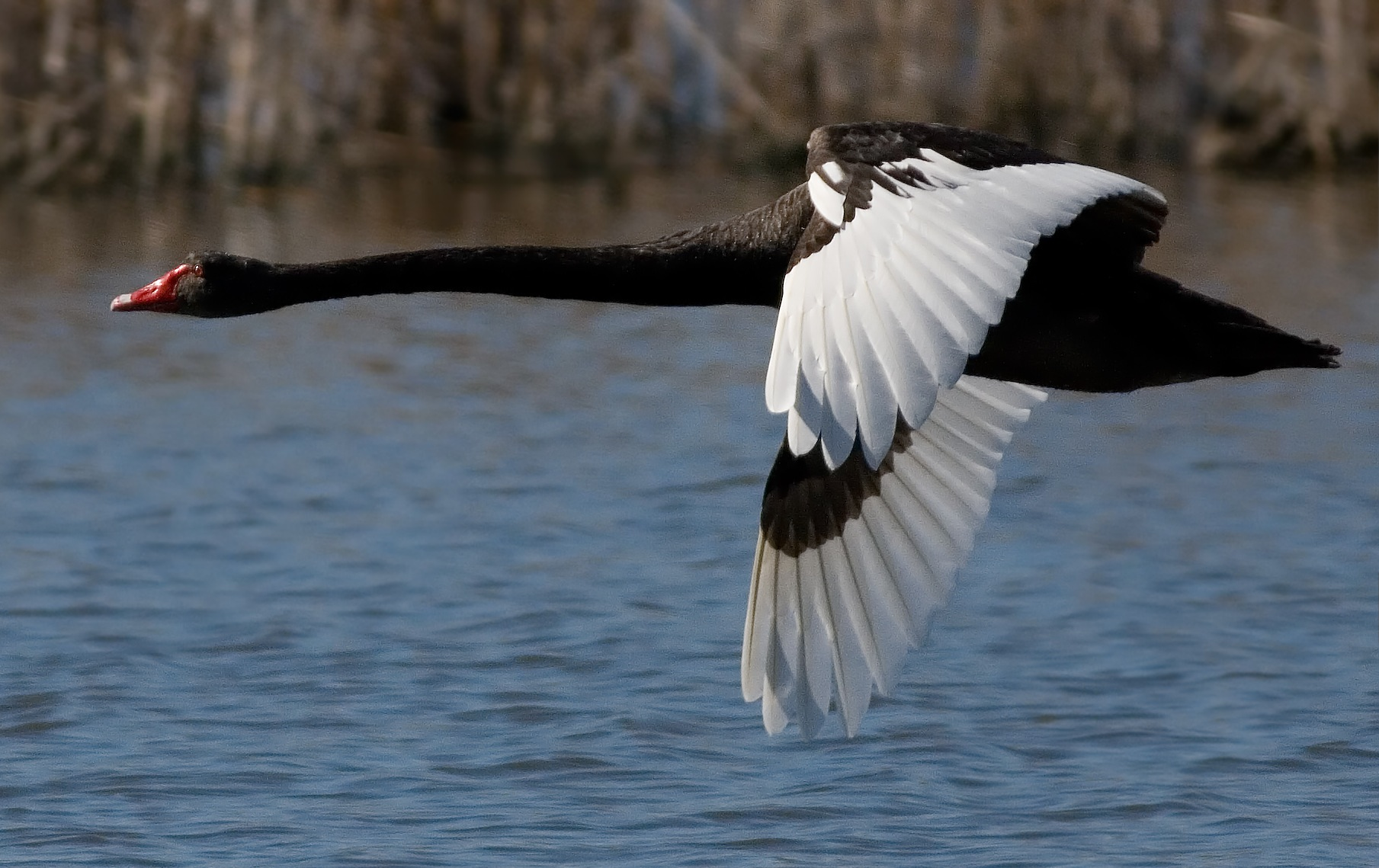
Flugbild

Der Schwarzschwan ist ein Vogel der gemäßigten und subtropischen Klimazonen. Er lebt in Flussmündungen, geschützten Meeresbuchten, auf Überschwemmungsflächen und an Seen mit Süß- oder Brackwasser, wobei er seichte permanente Wasserflächen bevorzugt. Er meidet Zonen mit starker Strömung oder Wellengang und ist auf Zugang zu Süßwasser angewiesen. Brutbiotope sind große Binnenseen mit flachen Uferregionen, Küstengewässer und Überschwemmungsgebiete. Außerhalb der Brutzeit ist er auch an Flüssen zu finden.
Gewöhnlich leben sie paarweise, es werden aber auch gelegentlich Trupps von Schwarzschwänen beobachtet, die tausende Individuen umfassen. Zu solch großer Schwarmbildung kann es im gesamten natürlichen Verbreitungsgebiet ganzjährig kommen. Am häufigsten treten sie jedoch an ungestörten Plätzen während der Mauserzeit auf. In Australien werden große Ansammlungen dieser Schwanenart vor allem auf Brackwasserseen beobachtet. In Neuseeland hat man anhand gekennzeichneter Vögel festgestellt, dass die Zusammensetzung solcher Ansammlungen nicht statisch ist.

## Lebensweise

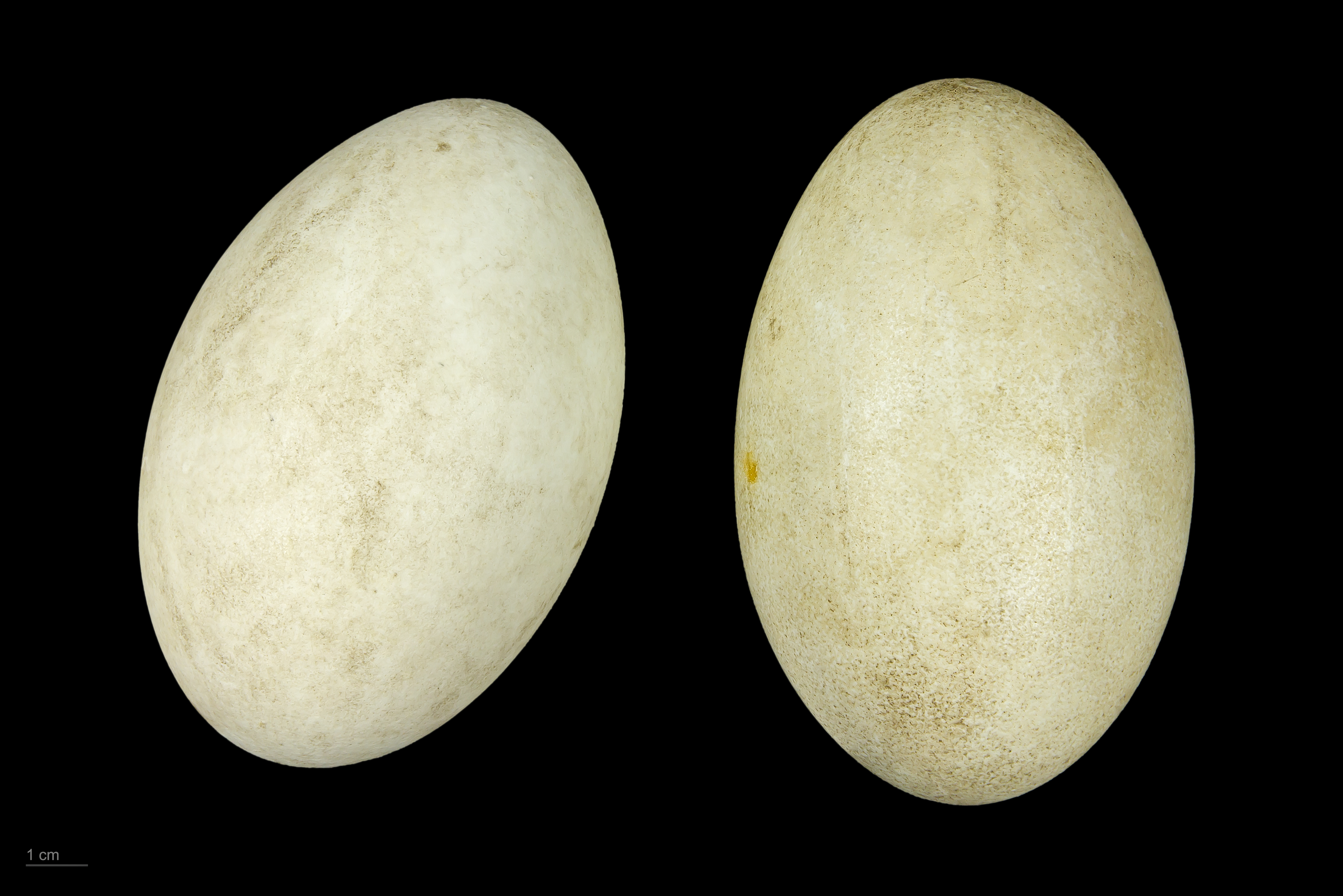
Eier des Schwarzschwans

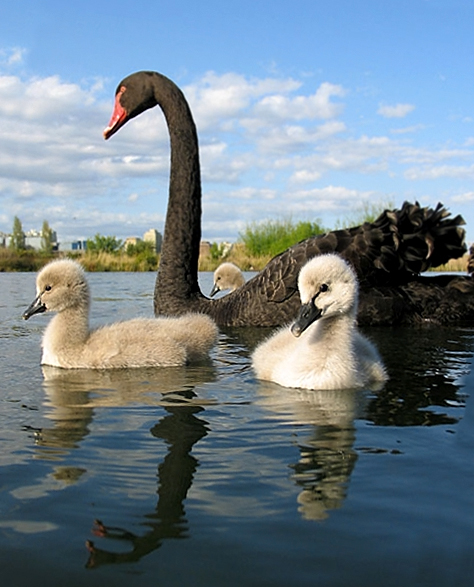
Schwarzschwan mit Dunenküken

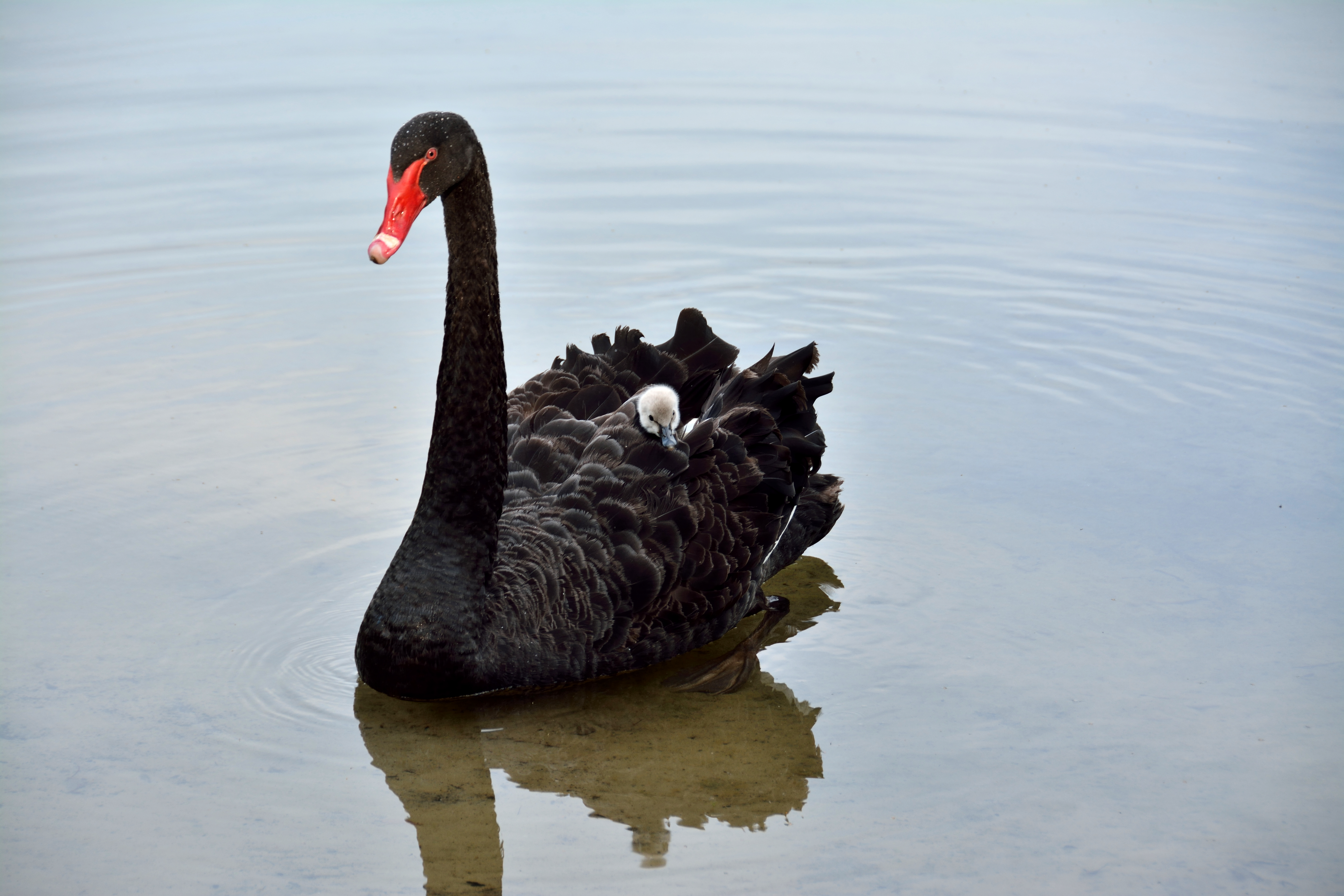
Küken klettern selbst vom Wasser unter den Flügeln der Eltern durch und werden so transportiert.

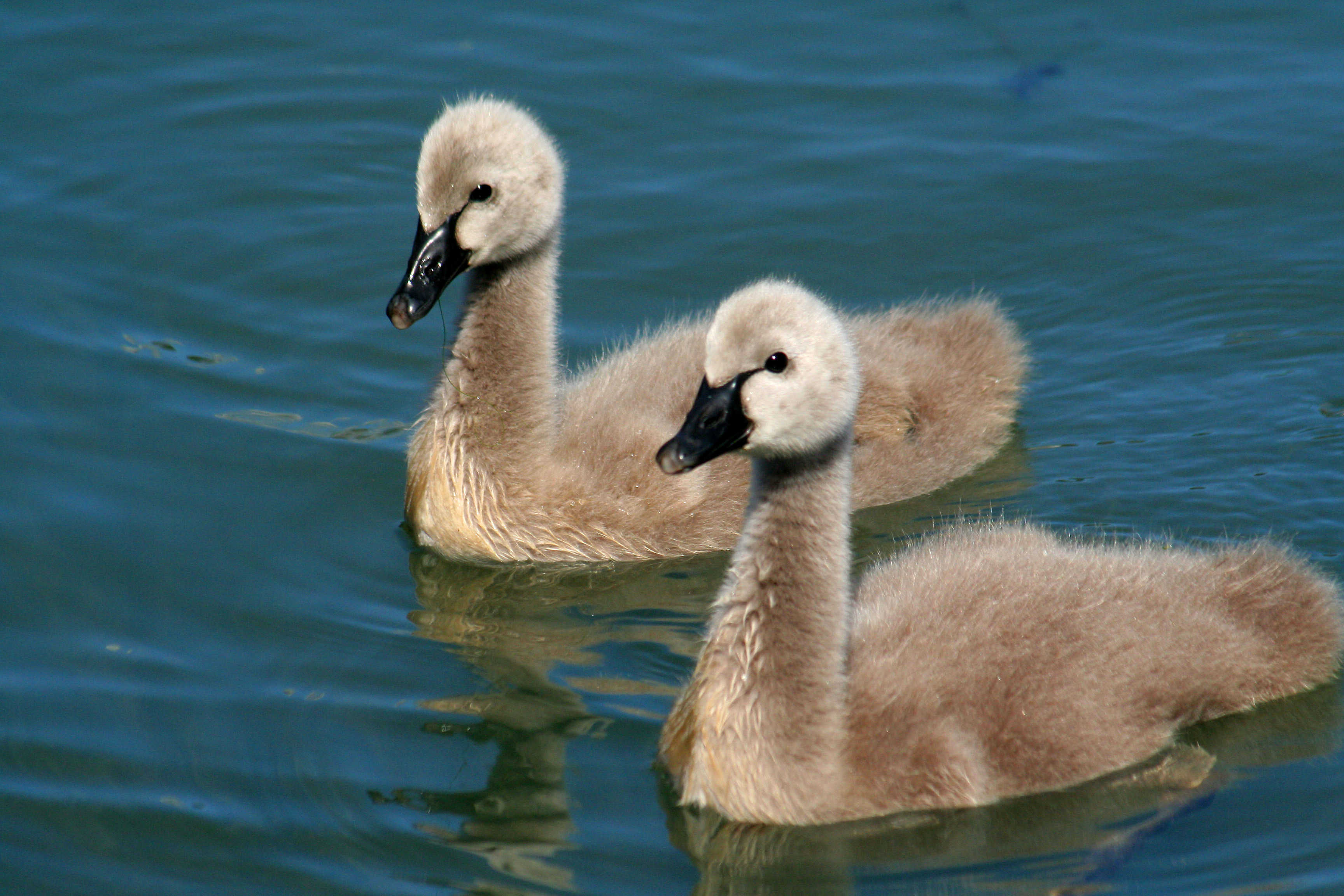
Dunenküken

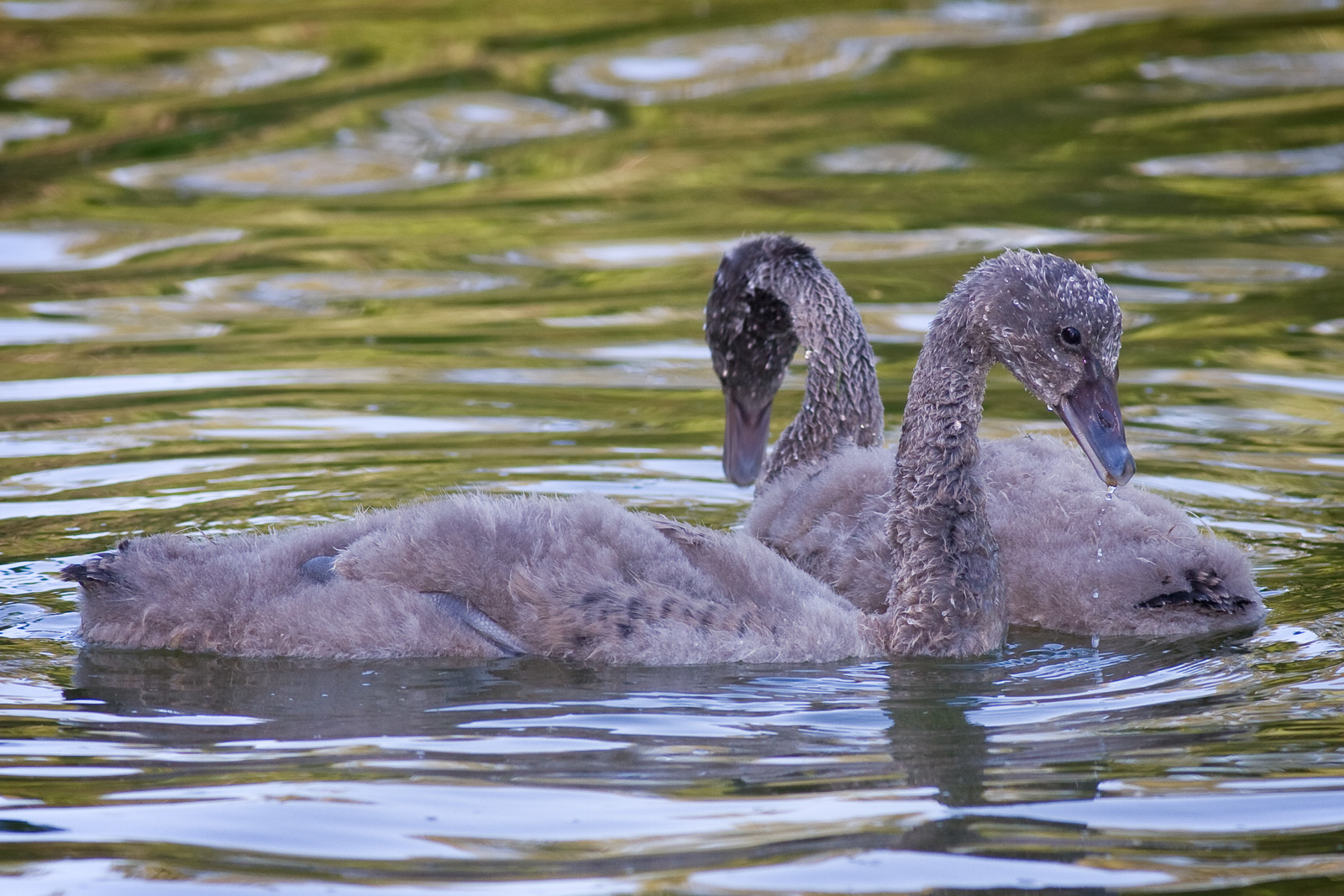
Jungvögel

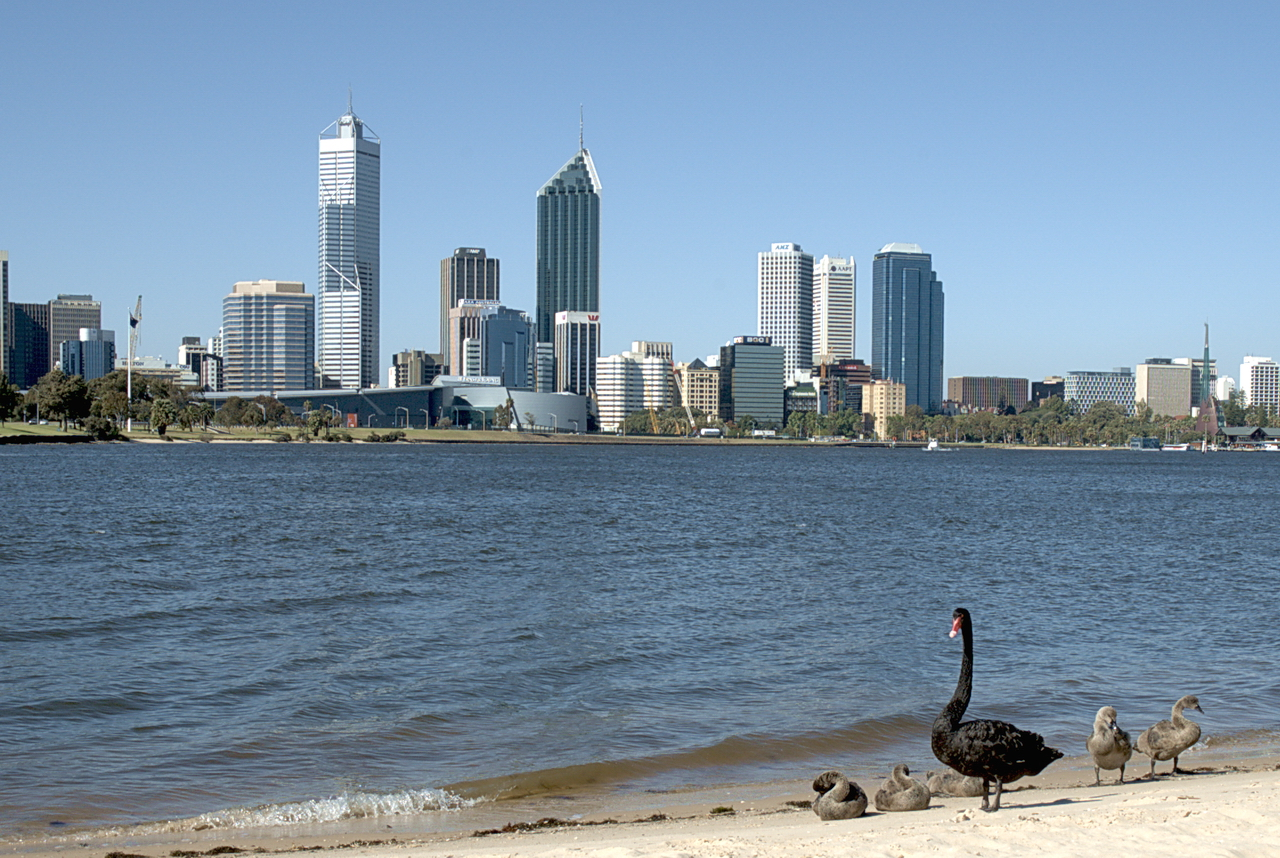
Schwarzschwan mit Jungvögeln am Swan River in Perth, Australien

Im Unterschied zu vielen anderen Wasservögeln und auch zu den anderen Schwanenarten ist der Schwarzschwan kein Zugvogel. Er ist äußerst mobil, und kleine Störungen wie anhaltender Lärm veranlassen die Tiere weiterzuziehen. Dabei bleiben sie aber in einem Umkreis von etwa 100 Kilometern um den alten Aufenthaltsort und halten sich somit ihr ganzes Leben lang in der Region auf, in der sie aufgewachsen sind. Sie ziehen in diesem Gebiet nur relativ kleinräumig umher, um auch auf unterschiedliche Wasserstände und nur zeitweilig vorhandene Wasserflächen zu reagieren. Auch junge Männchen verhindern es, dass sich ein weiteres Schwarzschwan-Männchen neu in ihrem Revier niederlässt; lieber weichen die Tiere einander aus. In ausgesprochenen Trockenzeiten konzentrieren sie sich in Australien an der Küste in geschützten Lagunen und Buchten.

## Ernährung
Schwarzschwäne ernähren sich überwiegend von Wasserpflanzen und Algen, aber auch Körner wie zum Beispiel Weizen oder Mais fressen sie gerne. Ebenso zupfen sie gerne die Blätter von ins Wasser hängenden Trauerweiden oder auch ufernahes Gras ab.

## Fortpflanzung
Die Brutzeit wechselt von Gebiet zu Gebiet und passt sich an Jahreszeiten mit hohen Wasserständen an. In Deutschland zeigen Schwarzschwäne noch manchmal ihren alten, australischen Rhythmus und brüten, sogar oft mit Erfolg, im Winter. An Stellen, wo viele Schwarzschwäne vorkommen, brütet nur ein kleiner Teil der anwesenden Vögel. Von den 2.000 bis 3.000 Schwarzschwänen, die sich am Lake George im Jahre 1963 versammelten, brüteten nur etwa 400 Paare. In Neuseeland hat man beobachtet, dass nur jeder fünfte Schwan jedes Jahr zur Brut schreitet und nicht mehr als ein Drittel an den Brutplätzen versucht, ein Nest zu errichten. Vermutet wird, dass entweder der Beginn der Fortpflanzungsphase lange hinausgezögert wird oder dass auch Schwarzschwäne, die schon erfolgreich Gelege großgezogen haben, nicht jedes Jahr zur Brut schreiten.
Schwarzschwäne brüten meist in Kolonien. Sie errichten einen großen Nesthügel, der meist inmitten eines seichten Gewässers liegt. Sie benutzen dasselbe Nest jedes Jahr wieder und bessern es nur so weit aus, wie es notwendig ist. Wie andere Schwäne ist diese Art streng monogam. Beide Elternvögel sind am Nestbau beteiligt und sorgen für die Jungen.
Das Weibchen legt vier bis acht blassgrüne Eier. Die Eier werden je nach Witterung fünf oder sechs Wochen lang abwechselnd von beiden Elternteilen bebrütet. Männchen sind eher schlechte Brüter, da sie gerne das regelmäßige Drehen und Wenden der Eier vergessen oder sich auch aus Versehen neben die Eier legen. Untersuchungen an in menschlicher Obhut gehaltenen Schwarzschwänen zeigten sehr unterschiedliche Brutverhalten. Es waren sowohl einzelne Männchen und einzelne Weibchen, die alleine eine Brut aufzogen, nachdem sie der jeweils andere Partnervogel verlassen hatte, daneben gab es Paarkonstellationen, in denen der männliche und der weibliche Elternvogel sich die Sorge um die Jungvögel teilten sowie homosexuelle Paarbindungen, die gelegentlich Gelege großzogen, von denen sie die eigentlichen Elternvögel vertrieben.
Jungvögel sind nach etwa fünf Monaten flügge. Die Geschlechtsreife tritt mit zweieinhalb bis drei Jahren ein, danach werden die Männchen vor allem in Gefangenschaft extrem angriffslustig und aggressiv.

## Haltung
Die ersten Schwarzschwäne wurden 1791 in Großbritannien und wenig später auch in Frankreich eingeführt. Die Erstzucht gelang 1837 dem Zoo in London, ab 1850 wurden Schwarzschwäne erfolgreich auch in Deutschland und Frankreich gezüchtet. In den Vereinigten Staaten von Nordamerika gab es die ersten Zuchterfolge 1909. Gezielte Auswilderungsversuche gab es bereits sehr frühzeitig in England, die jedoch nicht zu Populationsbildungen führten. Sie werden in der Regel von Höckerschwänen verdrängt, die höhere Fortpflanzungsraten haben. Erst in den letzten Jahrzehnten ist eine verwilderte Population zu beobachten, die ihren Ursprung in den Niederlanden hat. In Europa sind die Hauptlegeperioden das zeitige Frühjahr bis Mai und der August bis zum Winter.

## Kulturelle Bedeutung
- Metaphorik und Mythologie: Das Bild vom „schwarzen Schwan“ als gänzlich unerwartetes Ereignis geht auf den Satiriker Juvenal zurück. In den Satiren VI, 161 nennt er eine treue Ehefrau rara avis in terris, nigroque simillima cygno (ein seltener Vogel in allen Ländern, am ähnlichsten einem schwarzen Schwan). Schwarze Schwäne waren damals in Europa unbekannt. In der Folge spricht Juvenal (Satiren VII, 202) auch vom „weißen Raben“: Felix ille tamen corvo quoque rarior albo (Ein solcher Glückspilz ist aber seltener als ein weißer Rabe).
- Auf das Bild des „schwarzen Schwanes“ als gänzlich unerwartetes Ereignis nimmt auch der Autor Nassim Nicholas Taleb in seinem Buch Der Schwarze Schwan: Die Macht höchst unwahrscheinlicher Ereignisse aus dem Jahre 2007 Bezug.
- Der Schwarzschwan ist das offizielle Wappentier des australischen Bundesstaates Western Australia und wird in dessen Staatsflagge dargestellt. Auch zwei frühere Eisenbahngesellschaften in Westaustralien hatten den Schwarzschwan in ihrem Wappen.
- Ein berühmter Vertreter der Art ist der „Petra“ getaufte Schwarzschwan, der auf dem Münsteraner Aasee von 2006 bis 2008 in einem weißen Tretboot in Schwanenform seinen Partner meinte gefunden zu haben. In Deutschland leben nur geschätzte 50 Exemplare in Freiheit und über das ganze Land verstreut.
- Der Film Black Swan (engl. für „Schwarzer Schwan“) aus dem Jahre 2010 mit Natalie Portman in der Hauptrolle dreht sich um eine Neuinszenierung von Tschaikowskis Ballett Schwanensee, in der ein weißer und ein schwarzer Schwan von der Hauptdarstellerin verkörpert werden sollen.

## Belege

### Einzelbelege
1. 1 2  Bauer et al., S. 39
2. ↑  Factsheet auf BirdLife International
3. 1 2 3  Higgins, S. 1.178
4. ↑  Kolbe, S: 93
5. ↑  Kolbe, S. 93 und S. 94
6. 1 2  Kolbe, S. 93
7. 1 2 3  Higgins, S. 1.179
8. ↑  Higgins, S. 1.180
9. ↑  Klemens Steiof: Handlungserfordernisse im Umgang mit nichtheimischen und mit invasiven Vogelarten in Deutschland. Berichte zum Vogelschutz 47/48, 2011: 93-118.
10. 1 2  Higgins, S. 1.181
11. ↑  Higgins, S. 1.181–1.182
12. 1 2  Kolbe, S. 94